# Léon Maury
Pour les articles homonymes, voir Maury.
Léon Maury, né le 5 avril 1863 à Nîmes et mort le 21 juin 1931 à Montpellier, est un théologien protestant. Il est professeur à la faculté de théologie protestante de Montauban à partir de 1895, puis à Montpellier.

## Biographie
Léon Maury naît à Nîmes en 1863. Son père est fabricant de tapis, diacre de l'Église réformée de Nîmes, et l'un des fondateurs et premier président de la Société des amis des pauvres. 
Il est élève au lycée de Nîmes, puis obtient une licence de lettres en 1881 à la faculté de lettres de Montpellier. Il poursuit ses études à la faculté de théologie de Montauban dans la perspective de devenir pasteur, et il soutient une thèse de baccalauréat en théologie intitulée « Les origines du gnosticisme : étude d'histoire religieuse » en 1884. Il poursuit sa formation à Paris, puis appelé par l'église réformée de Nages, il devient pasteur, en 1885. Il obtient une licence de théologie en 1890, avec une thèse intitulée « Essais sur les origines de l'idée de progrès », puis une thèse de doctorat en 1892, sur le « Réveil religieux dans l'Église réformée à Genève et en France (1810-1850) ». 
Il est nommé professeur de théologie pratique à la faculté de Montauban en 1895. Il fait modifier l'intitulé de sa chaire, qui devient une chaire de « théologie pratique et des questions sociales ». Il se prononce en faveur du transfert de la faculté à Montpellier, dont il est doyen après Henri Bois en 1924, et où il enseigne jusqu'à sa mort en 1931. 
Il est président de la section régionale de la Société centrale d'évangélisation. En 1918, il est élu membre de l'Académie des sciences, belles-lettres et arts du département de Tarn-et-Garonne. Il est ensuite membre de l'Académie des sciences et lettres de Montpellier de 1926 à 1931.
Léon Maury épouse en 1888 Amy Martin. Le couple a deux enfants, Thérèse (1888-1933), elle-même mère du théologien André Dumas, et le théologien Pierre Maury père du pasteur Jacques Maury,,.

## Publications
- Le Réveil religieux dans l'Église réformée à Genève et en France (1810-1850), Paris, Fischbacher, 1892.